# Массовое убийство в Акихабаре
Массовое убийство в Акихаба́ре (яп. 秋葉原通り魔事件 Акихабара торима дзикэн) — инцидент, произошедший 8 июня 2008 года, в Токио, в квартале Акихабара; тогда автомеханик Томохиро Като, управлявший грузовиком, врезался в толпу людей, затем вышел из машины и напал с ножом на выживших и людей, пытавшихся им помочь, убив таким образом семь и ранив ещё десять человек.

## История

### Инцидент

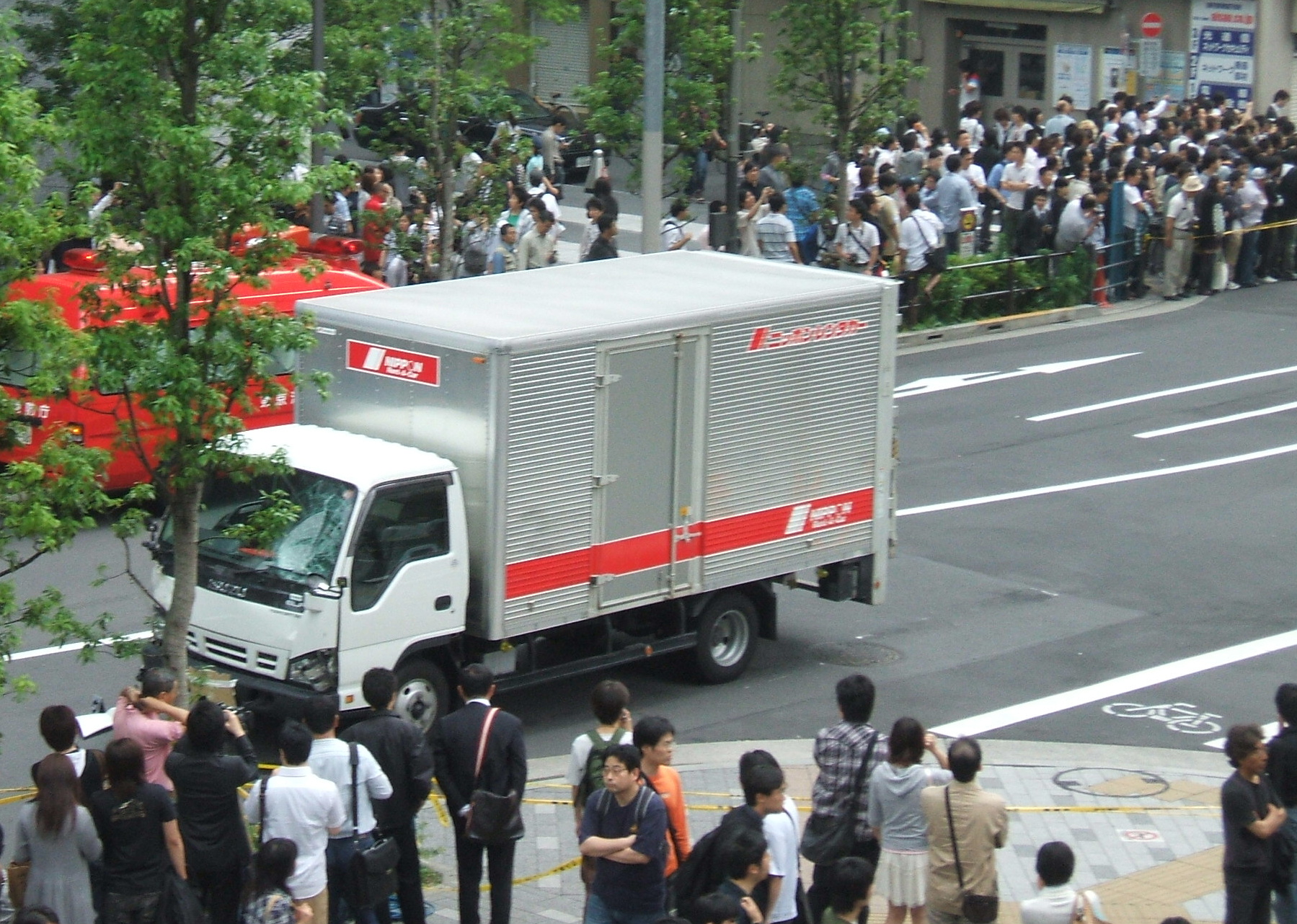
Грузовик, на котором Томохиро Като совершил наезд

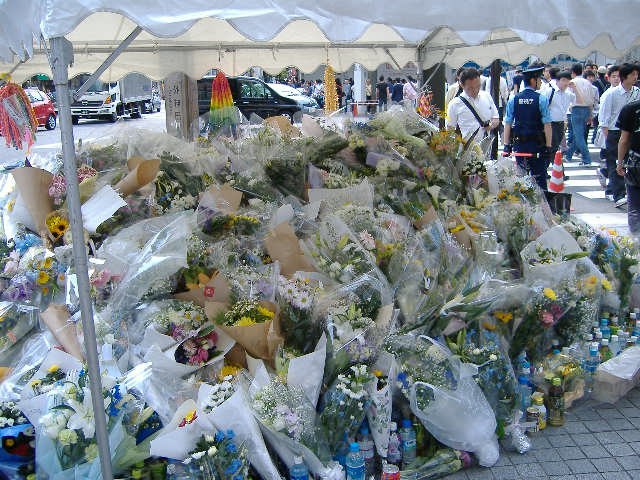
Мемориал, воздвигнутый в память о жертвах инцидента

Специально для нападения Томохиро Като заранее арендовал двухтонный грузовик. В воскресенье, 8 июня 2008 года (по данным полиции, в 12:33 по местному времени) он совершил наезд на людей, находившихся на пересечении расположенных в районе Акихабара улиц Канда Мёдзин-дори и Тю-дори. Улица Канда Мёдзин-дори была открыта для движения автотранспорта, а Тю-дори — перекрыта в целях безопасности пешеходов.  После того, как на месте наезда собрались люди, намеревавшиеся помочь пострадавшим, Като вышел из машины и напал на них с ножом. Одна из пострадавших, впоследствии умершая Май Муто успела позвонить в полицию по мобильному телефону, но не оставила сообщения. После прибытия полиции Като попытался скрыться, но его загнали в тупик и вынудили сдаться. В 12:35 он был арестован в 170 метрах от брошенного им грузовика. На момент ареста он был одет в чёрную футболку, белую куртку и брюки. Вскоре он был доставлен в полицейский участок Мансэйбаси.

### Пострадавшие
На место преступления прибыло минимум 17 машин скорой помощи. У пяти пострадавших произошла остановка сердца. Первоначально сообщалось о двух погибших, но в течение дня их количество возросло до семи. Позднее было установлено, что трое погибших умерли от повреждений, полученных в результате наезда, остальные четверо скончались от ножевых ранений. Ещё 10 были ранены.
Всего погибло шесть мужчин и одна женщина (Май Муто). 
Список погибших (в скобках указан возраст):
- Кадзунори Фудзино (19)
- Такахиро Кавагути (19)
- Кацухико Накамура (74)
- Наоки Миямото (31)
- Мицуру Мацуи (33)
- Кадзухиро Коива (47)
- Май Муто (21)

## Преступник
Томохиро Като (яп. 加藤 智大 Като: Томохиро,  28 сентября 1982 — 26 июля 2022) родился в пригороде Аомори. Его отец был топ-менеджером в финансовом учреждении. В начальной школе Като был отличником. В средней школе он был президентом теннисного клуба. После перехода в элитную старшую школу у Като начались проблемы в школе. Он не ладил с одноклассниками, а его оценки значительно ухудшились (Като занимал трёхсотое место по успеваемости из 360 возможных). После школы он не смог поступить в университет Хоккайдо и был вынужден пойти в колледж учиться на автомеханика. Като удалось найти временную работу, но незадолго до преступления ему сообщили, что в конце июня его планируют уволить.
Като не ладил с родителями и редко бывал дома. Брат Като позднее заявил, что родители сильно давили на них. Так, в период учёбы в школе родители зачастую заставляли их переделывать свои домашние задания множество раз, чтобы впечатлить учителей. Также, по словам брата, Като как минимум один раз заставляли доедать остатки еды с пола. Их сосед вспомнил, что родители наказывали Като, заставляя его стоять зимой на морозе по нескольку часов. В 2006 году Като, набрав долгов и считая, что его семья отвернулась от него, попытался покончить с собой, врезавшись на машине в стену.
На момент совершения преступления Като было 25 лет, он проживал в городе Сусоно префектуры Сидзуока. Незадолго до инцидента он оставил на одном из сайтов в Интернете ряд сообщений, в некоторых из них он критично отзывался о методах своего воспитания.

### Мотивация
За три дня до инцидента, 5 июня 2008 года, Като обвинил своих сослуживцев в том, что они спрятали его рабочую одежду, и ушёл с работы. По-видимому, на тот момент он считал, что его уволят, хотя позднее выяснилось, что увольнение ему не грозило.
Незадолго до инцидента Като оставил ряд сообщений на интернет-сайте «Extreme Exchange, Revised»; в последнем из них, оставленном за 20 минут до совершения массового убийства, он раскрыл свои намерения. Среди сообщений были следующие: «Я убью людей в Акихабаре»; «Если бы у меня была девушка, я бы не бросил работу»; «У меня нет ни одного друга и нет будущего. Меня игнорируют, потому что я уродливый. Я хуже, чем мусор, потому что мусор хотя бы перерабатывают». Также в одном из сообщений упоминалось массовое убийство в Цутиуре.

## Приговор
Спустя три года после совершения преступления, 24 марта 2011 года, Като был приговорён к смертной казни.  Приговор был приведён в исполнение 26 июля 2022 года.

## Схожие инциденты
По данным Национального полицейского агентства Японии, в период между 1998 и 2007 годом в Японии произошло 67 схожих эпизодов, но инцидент в Акихабаре стал крупнейшим по количеству жертв со времён Второй мировой войны.